# Fa (nốt nhạc)

Khóa Fa (còn gọi là Khoá bass)

Fa, Pha hoặc F (tiếng Anh là Fa) là nốt thứ tư của phần cố định quy mô Do-Solfège và của âm giai Đô trưởng. Nốt sát âm dưới là E (đọc là Mi), sát âm trên là G (đọc là Sol). Khoảng trùng âm của Fa là E♯ (đọc là Mi thăng) hoặc G (đọc là Sol hai giáng, Sol giáng kép), mà theo định nghĩa là tăng một nửa cung Mi - E (tức Fa giáng - F♭) hoặc giảm một nửa cung Fa thăng - F♯ (tức Sol giáng - G♭).

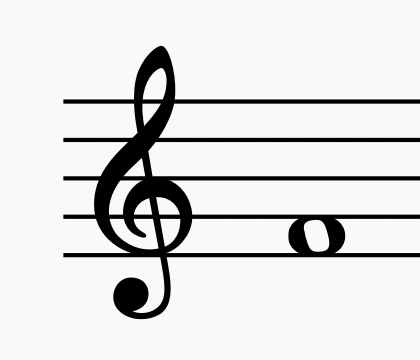
Nốt Fa 4 (F4) biểu diễn theo khoá Sol

Nốt Fa là chất liệu sàng tác âm nhạc chính của các cung Fa trưởng và Fa thứ.
Nốt Fa thứ ba trên phím đàn piano (F3), có tần số khoảng 174,614 Hertz được sử dụng để làm mốc tham chiếu cho Khoá Fa (tiếng Anh là F-clef).

## Âm giai

### Các âm giai phổ biến khởi đầu bằng nốt Fa
- Fa trưởng: F G A B♭ C D E F
- Fa thứ: F G A♭ B♭ C D♭ E♭ F
- F thứ Harmonic: F G A♭ B♭ C D♭ E F
- F thứ Melodic tăng dần (Ascending): F G A♭ B♭ C D E F
- F thứ Melodic giảm dần (Descending): F E♭ D♭ C B♭ A♭ G F

### Thang âm nguyên
- F Ionian: F G A B♭ C D E F
- F Dorian: F G A♭ B♭ C D E♭ F
- F Phrygian: F G♭ A♭ B♭ C D♭ E♭ F
- F Lydian: F G A B C D E F
- F Mixolydian: F G A B♭ C D E♭ F
- F Aeolian: F G A♭ B♭ C D♭ E♭ F
- F Locrian: F G♭ A♭ B♭ C♭ D♭ E♭ F

### Âm giai ngũ cung
- F truyền thống Trung Hoa: F A♭ B♭ C E♭ F
- F Pelog bem: F G♭ B C D♭ F
- F Pelog bagang: F G B C D F
- F Pelog selesir: F G♭ A♭ C D♭ F

### Jazz melodic minor
- F Ascending Melodic Minor: F G A♭ B♭ C D E F
- F Dorian ♭2: F G♭ A♭ B♭ C D E♭ F
- F Lydian Augmented: F G A B C♯ D E F
- F Lydian Dominant: F G A B C D E♭ F
- F Mixolydian ♭6: F G A B♭ C D♭ E♭ F
- F Locrian ♮2: F G A♭ B♭ C♭ D♭ E♭ F
- F Altered: F G♭ A♭ B C♭ D♭ E♭ F